# Kanaszewo
Kanaszewo (ros. Канашево) – wieś (sieło) w Rosji, w obwodzie czelabińskim, w rejonie krasnoarmiejskim. W 2010 liczyła 3246 mieszkańców, wśród których 2803 zadeklarowało narodowość rosyjską, 20 ukraińską, 17 białoruską, 9 polską, 5 niemiecką, 6 ormiańską, 96 tatarską, 209 baszkirską, 33 czuwaską, 14 azerską, 3 uzbecką, 4 turkmeńską, 20 mordwińską, 7 udmurcką, 5 maryjską, a 5 osób nie wskazało żadnej.